# Mk VIII Cromwell
Az Mk VIII Cromwell egy brit gyorsharckocsi-típus.
A modell fejlesztése 1941-ben indult, a gyártás 1943 novemberétõl 1945-ig folyt. Az elődjénél sokkal erősebb páncélzattal és fegyverzettel ellátott Cromwellt a Crusader felváltására tervezték. Az első Cromwellek, amelyek 1943-ban jelentek meg, még hatfontos ágyút kaptak, de hamarosan nyilvánvalóvá vált, hogy ez a fegyverzet már nem elegendő. Többféle változat készült, az eredeti 57 mm-es löveget a Cromwell IV-es típustól kezdődően 75 mm-es váltotta fel, de egyes változatokba 93 mm-est is építettek. Legnagyobb erénye a kitűnő Meteor motor volt, melynek segítségével igen gyorsan haladhatott, és így felderítésre is kiválóan megfelelt. 
Kétségtelen tény, hogy a legtöbb brit egységet végül M4 Shermanekkel szerelték fel, de kiképző harckocsiként a Cromwell is értékes szolgálatot tett a D-napra való felkészülésben, és mindvégig ott szolgált az európai hadszíntéren. A típust emellett mozgó figyelőpontként és műszaki mentő harckocsiként is használták. Jóllehet még mindig nem ért fel teljesen a német harckocsikkal, a Cromwell mégis érezhetően jobb volt minden korábbi brit típusnál, és harc közben is elfogadható teljesítményt nyújtott.